# Vaux-devant-Damloup
Pour les articles homonymes, voir Vaux.
Vaux-devant-Damloup est une ancienne commune française et une commune déléguée de Douaumont-Vaux, située dans le département de la Meuse, en région Grand Est.
Bien que le village ait été reconstruit environ 500 mètres plus bas qu'auparavant, elle fait partie des neuf villages français détruits durant la Première Guerre mondiale classés en zone rouge du département de la Meuse. C'est la seule commune dans ce cas sur le territoire du champ de bataille de Verdun.
La commune, à la suite d'une décision du conseil municipal et par arrêté préfectoral du 19 décembre 2018, devient le chef-lieu et une commune déléguée de la nouvelle commune de Douaumont-Vaux, depuis le 1er janvier 2019.

## Géographie

### Situation
Le village se trouve au pied des champs de bataille de Verdun à une quinzaine de kilomètres au nord-est de Verdun. Il est visité assez souvent par les touristes.

### Communes limitrophes
| Douaumont village détruit               | Bezonvaux village détruit | Dieppe-sous-Douaumont |
|                                         | Vaux-devant-Damloup       |                       |
| Fleury-devant-Douaumont village détruit |                           | Damloup               |

## Toponymie
Vaux en 1793, Vaux en 1801, Vaux-devant-Damloup en depuis.

Du latin vallis, « vallée ».
Damloup est hagiotoponyme caché.
Domus Lupus en 1040, est issu du latin domnus, « saint » et « Loup » qui peut faire allusion à plusieurs saints.

## Histoire

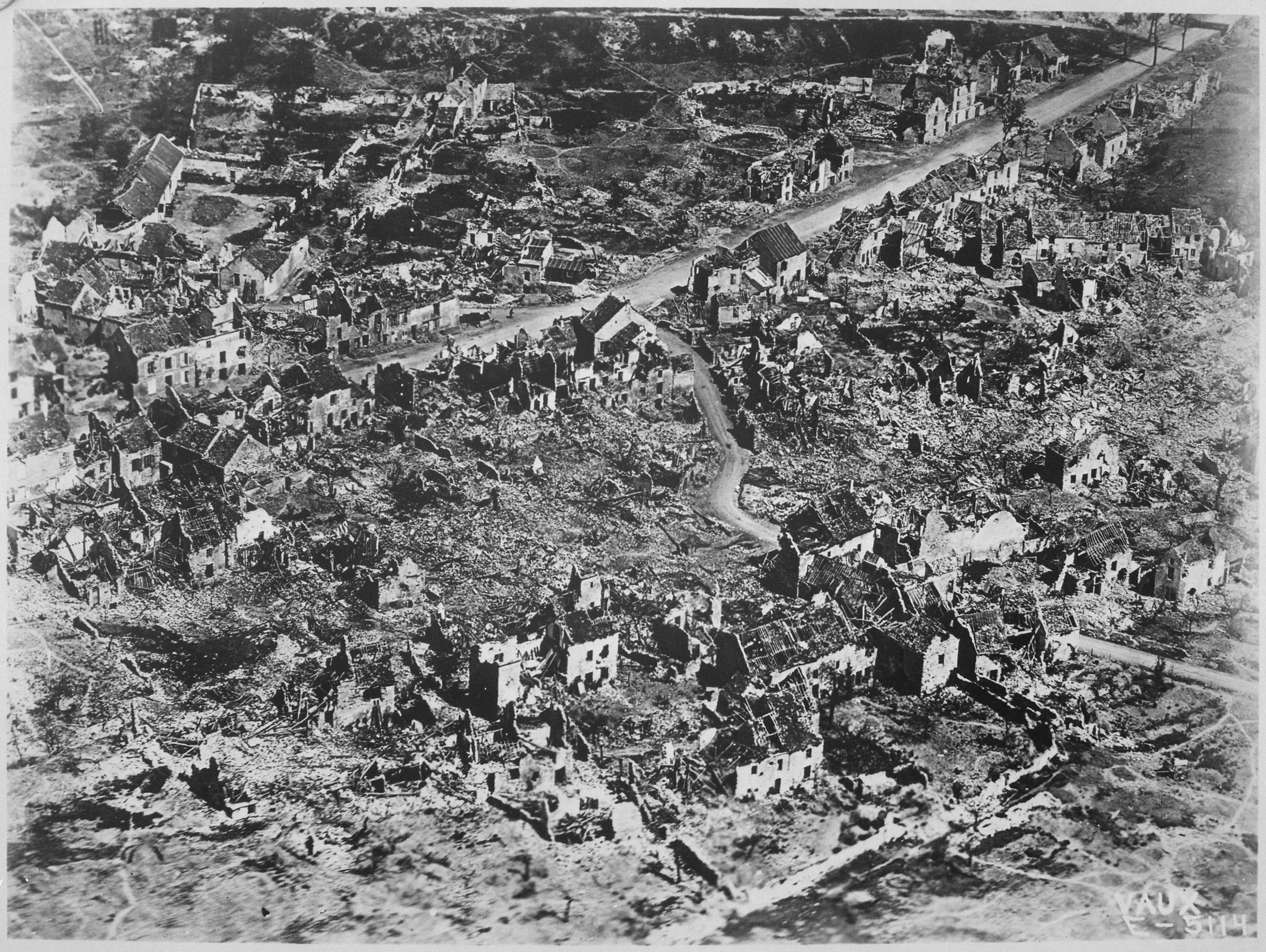
Ruine du village de Vaux en 1918.

Le 21 février 1916, le tonnerre des canons marque le début de la bataille de Verdun. Situé sur le secteur de Verdun, le village perdu par les troupes françaises les 31 mars 1916 et repris le 3 novembre 1918 disparaitra totalement sous l'acharnement des pilonnages des obus français et allemands.
Le « nouveau » village  ne comporte qu'une trentaine d’habitations et moins de 80 habitants. Construit après la Première Guerre mondiale, il tient son nom de Vaux, village détruit par la bataille de Verdun en 1916, et du village de Damloup, situé à deux kilomètres.

## Politique et administration

### Tendance politique et résultats
L'électorat de Vaux-devant-Damloup est ancré à droite dans ses votes politiques. Lors de duel droite-gauche au second tour, il choisit largement des candidats de droite sauf lors des élections régionales de 2004 et 2010, où c'est la liste de gauche qui est arrivée en tête. Depuis l'élection présidentielle de 2012, le FN effectue une percée et bouleverse le schéma électoral traditionnel, mais il n'est jamais arrivée en tête dans aucun des scrutins successifs dans la commune déléguée. Lors de la dernière élection présidentielle et de la dernière élection législative, La République en marche est arrivée en tête au second tour dans les deux scrutins face au Front national.

### Liste des maires
| Période                                  | Période       | Identité         | Étiquette | Qualité |
| ---------------------------------------- | ------------- | ---------------- | --------- | ------- |
| Les données manquantes sont à compléter. |               |                  |           |         |
| 1983                                     | mars 2014     | Bernard Bertrand | SE        |         |
| mars 2014                                | décembre 2018 | Armand Falque    |           |         |

### Liste des maires délégués
| Période                                  | Période                      | Identité      | Étiquette | Qualité |
| ---------------------------------------- | ---------------------------- | ------------- | --------- | ------- |
| janvier 2019                             | En cours (au 1 janvier 2019) | Armand Falque |           |         |
| Les données manquantes sont à compléter. |                              |               |           |         |

## Population et société

### Démographie
L'évolution du nombre d'habitants est connue à travers les recensements de la population effectués dans la commune depuis 1793. Pour les communes de moins de 10 000 habitants, une enquête de recensement portant sur toute la population est réalisée tous les cinq ans, les populations de référence des années intermédiaires étant quant à elles estimées par interpolation ou extrapolation. Pour la commune, le premier recensement exhaustif entrant dans le cadre du nouveau dispositif a été réalisé en 2005.

En 2016, la commune comptait 74 habitants, en évolution de +5,71 % par rapport à 2010 (Meuse : −4,4 %, France hors Mayotte : +2,11 %).
| 1793 | 1800 | 1806 | 1821 | 1831 | 1836 | 1841 | 1846 | 1851 |
| ---- | ---- | ---- | ---- | ---- | ---- | ---- | ---- | ---- |
| 250  | 291  | 287  | 305  | 362  | 351  | 391  | 399  | 407  |

| 1856 | 1861 | 1866 | 1872 | 1876 | 1881 | 1886 | 1891 | 1896 |
| ---- | ---- | ---- | ---- | ---- | ---- | ---- | ---- | ---- |
| 381  | 338  | 306  | 308  | 320  | 302  | 452  | 325  | 226  |

| 1901 | 1906 | 1911 | 1921 | 1926 | 1931 | 1936 | 1946 | 1954 |
| ---- | ---- | ---- | ---- | ---- | ---- | ---- | ---- | ---- |
| 224  | 302  | 287  | 196  | 37   | 26   | 14   | 7    | 6    |

| 1962 | 1968 | 1975 | 1982 | 1990 | 1999 | 2005 | 2006 | 2010 |
| ---- | ---- | ---- | ---- | ---- | ---- | ---- | ---- | ---- |
| 18   | 8    | 12   | 48   | 60   | 65   | 67   | 68   | 70   |

| 2015 | 2016 | - | - | - | - | - | - | - |
| ---- | ---- | - | - | - | - | - | - | - |
| 74   | 74   | - | - | - | - | - | - | - |

## Culture locale et patrimoine

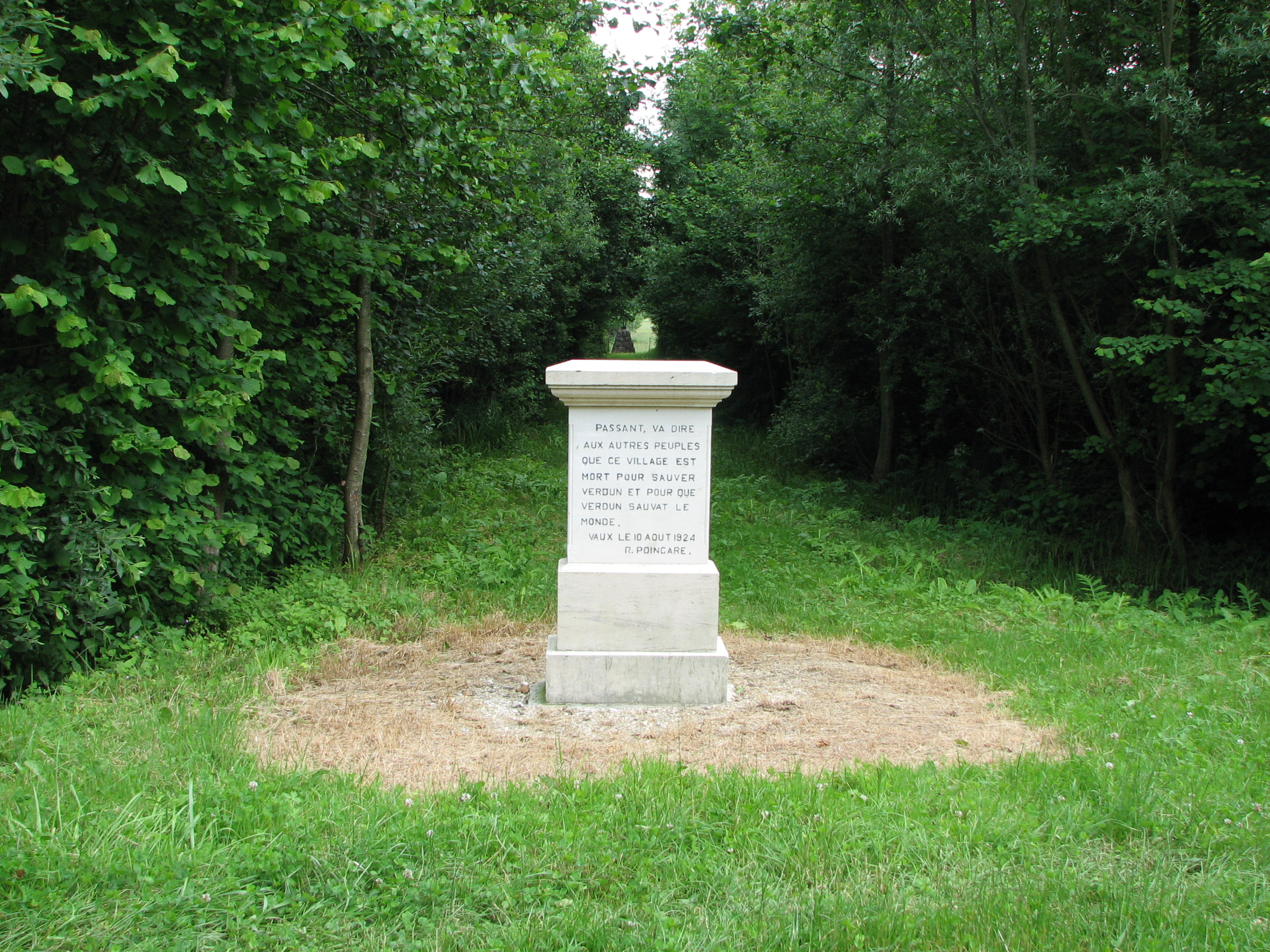
Stèle Poincaré.

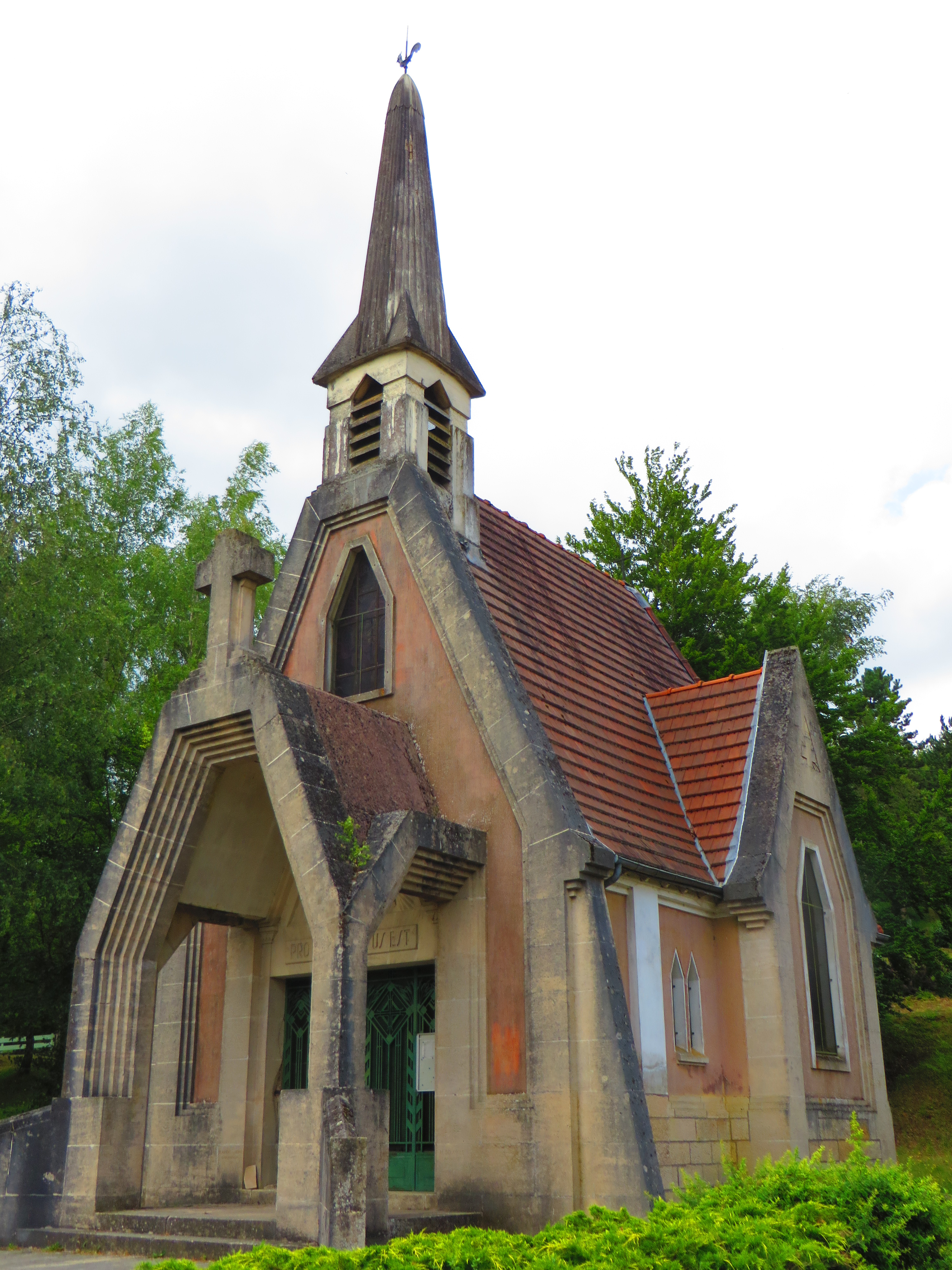
La chapelle Saint-Philippe-et-Saint-Jacques.

### Lieux et monuments
- Le fort de Vaux est localisé sur les territoires des communes de Damloup et de Vaux-devant-Damloup. Il fut construit dans la deuxième moitié du XIXe siècle, et a été  Classé MH (1970)[34]. Il est propriété du conseil départemental de la Meuse depuis quelques années, de même que le fort de Douaumont. Il est partiellement ouvert au public.
- Stèle rappelant la déclaration en 1924 de Raymond Poincaré sur le sacrifice du village.
- La chapelle Saint-Philippe-et-Saint-Jacques, construite en 1933 en commémoration de la Grande Guerre. Elle est construite par l'architecte Marcel Delangle. Inscrit au titre des Monuments Historiques en 2021[35].

### Personnalités liées à la commune
- François Proth (1852-1879), mathématicien autodidacte[36]
- Pierre Flament (1878-1916), historien tué au Bois-Fumin le 1er août 1916. Son nom est inscrit au Panthéon parmi les 560 écrivains morts au combat pendant la Première Guerre mondiale.
- Alfred Joubaire (1895-1916), tué à Vaux-devant-Damloup le 2 juin 1916. Son nom est inscrit au Panthéon parmi les 560 écrivains morts pour la France pendant la Première Guerre mondiale.

### Décoration française
- Croix de guerre 1914-1918.

### Héraldique
| Blason de Vaux-devant-Damloup | Blason  | De gueules au hanneton d'or à la tête (et thorax) de sable, surmonté à dextre d'un fer à cheval et à senestre d'une coquille, les deux d'or, et soutenu d'une rivière d'argent ; chaussé abaissé à mi-hauteur de sinople.                                       |
| Blason de Vaux-devant-Damloup | Détails | Différences entre dessin et blasonnement : "Chaussé" est une partition, et "abaissé" ne s'applique pas aux partitions, ici cest "enchaussé de sinople plain à dextre et à senestre.,. Création Robert André Louis et Dominique Lacorde, adopté le 26 juin 2018. |